# Melandrya minshanensis
Melandrya minshanensis là một loài bọ cánh cứng trong họ Melandryidae. Loài này được Gusakov miêu tả khoa học năm 2005.